# 루크 P. 블랙번

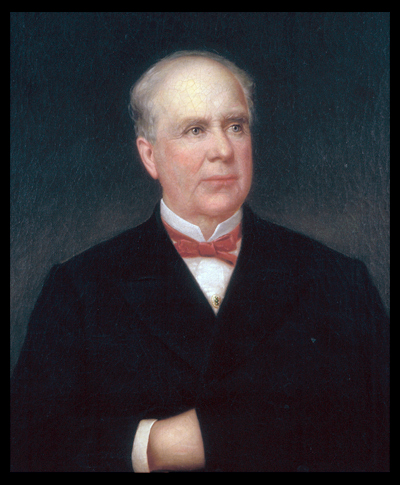

루크 P. 블랙번(Luke P. Blackburn, 본명: 루크 프라이어 블랙번, Luke Pryor Blackburn, 1816년 6월 16일 – 1887년 9월 14일)은 켄터키주 출신의 미국 의사, 자선가, 정치인이었다. 1879년부터 1883년까지 켄터키의 제28대 주지사로 선출되었다. 2003년 어니 플레처(Ernie Fletcher)가 당선될 때까지 블랙번은 켄터키 주지사를 지낸 유일한 의사였다.
블랙번은 트란실바니아 대학교에서 의학 학위를 취득한 후 미시시피주 나체즈 (미시시피주)로 이주하여 1848년 미시시피 강 유역에서 황열병에 대한 최초의 성공적인 검역을 실시하여 전국적인 명성을 얻었다. 발병에 맞서기 위해 무료로 일했다. 그의 자선 사업 중에는 개인 자금을 사용하여 미시시피강에서 일하는 뱃사공을 위한 병원을 건설하는 것도 있었다. 나중에 미시시피를 따라 일련의 유사한 병원을 건설하기 위해 의회에 성공적으로 로비했다.
군복무를 하기에는 너무 나이가 많았지만 블랙번은 남북전쟁 중에 남부연합을 지지했다. 전쟁 초기에 그는 켄터키 주와 미시시피 주 정부의 민간 요원으로 활동했다. 1863년까지 그는 캐나다에서 남부연합의 봉쇄 주자들을 돕고 있었다. 1864년에 그는 남부군의 봉쇄 작전을 위협하는 황열병 발병에 맞서 싸우기 위해 버뮤다로 여행했다. 전쟁이 끝난 직후, 남부연합의 이중간첩은 그가 미국 북부에서 황열병 전염병을 시작하여 연합의 전쟁 노력을 방해할 음모를 꾸몄다고 비난했다. 블랙번은 황열병 환자들이 사용하는 리넨과 의복을 모아 북부 주로 밀반입해 판매한 혐의로 기소됐다. 블랙번에 대한 증거는 상당했지만 그 중 대부분은 정황에 근거했거나 평판이 의심스러운 증인에 의해 제공되었다. 비록 그는 토론토 법원에서 무죄를 선고받았지만, 미국 전역에서 대중의 정서는 확실히 그에 대한 반대였다. 오늘날 역사가들은 주장된 음모에서 블랙번의 역할을 뒷받침하는 증거의 강도에 대해 여전히 동의하지 않는다. 그러나 이러한 성격의 음모는 모두 실패할 운명이었다. 1900년 월터 리드(Walter Reed)는 황열병이 접촉이 아닌 모기에 의해 전파된다는 사실을 발견했다.
블랙번은 미국 당국의 기소를 피하기 위해 캐나다에 남아 있었지만, 1868년에 고국으로 돌아와 텍사스만 연안과 루이지애나주에서 발생한 황열병 퇴치를 도왔다. 그에 대한 혐의는 기각되지 않았지만 그는 체포되거나 기소되지 않았다. 그는 1873년 테네시주 멤피스, 1877년 플로리다주 페르난디나, 1878년 켄터키주 힉먼에서 발생한 황열병 발병에 도움을 줌으로써 대중적 이미지를 회복했다. "히크먼의 영웅"이라는 별명을 얻은 블랙번의 사역은 그를 민주당으로 이끌었고 이듬해 도지사 지명을 받았다. 총선에서 그는 공화당의 월터 에반스(Walter Evans)를 큰 차이로 이겼다. 주지사로서 블랙번은 주 재정 및 내부 개선 분야에서 여러 가지 개혁을 통과시켰지만 그의 대표적인 업적은 형벌 개혁 분야였다. 프랭크포트 교도소의 상황으로 인해 어려움을 겪은 블랙번은 주지사의 사면을 자유로이 사용하여 과밀 수용을 완화하려고 시도하여 "관대한 루크"(Lenient Luke)라는 조롱적인 별명을 얻었다. 또한 에디빌에 새로운 교도소를 건설하고, 오래된 교도소에 대한 부패한 개인 감독을 대체하기 위한 교도소 시스템을 채택하고, 주 최초의 가석방 제도를 시행하는 것에 대한 승인을 얻었다. 그의 개혁 기록으로 인해 역사가들은 그를 "켄터키 교도소 개혁의 아버지"라고 칭찬했지만, 그의 자유주의적인 사면 기록과 부족한 납세자의 돈을 죄수들의 생활 조건 개선을 위해 지출한 것은 당시 인기가 없었으며 야유를 받고 고함을 질렀다. 1883년 자신이 소속된 당의 지명 전당대회에 참석했다. 주지사 임기를 마친 후 그는 의료 활동에 복귀하여 1887년에 사망했다. 켄터키 주 렉싱턴 근처의 최소 보안 형벌 시설인 블랙번 교정 단지는 1972년 그의 이름을 따서 명명되었다.